# Das Beil von Wandsbek
Das Beil von Wandsbek ist ein Roman von Arnold Zweig, der erstmals 1943 auf Hebräisch im Verlag Sifrijjat Poʿalim (סִפְרִיַּת פּוֹעֲלִים) veröffentlicht wurde und 1947 auf Deutsch in Max Taus Neuem Verlag in Stockholm erschien.

## Handlung
Der Wandsbeker Schlachtermeister Albert Teetjen gerät aufgrund der zunehmenden Konkurrenz durch Warenhäuser in wirtschaftliche Schwierigkeiten. Auf Drängen seiner Frau Stine wendet er sich an seinen Kameraden aus dem Ersten Weltkrieg, den Reeder Footh, der auch im Senat der Stadt Hamburg sitzt. Dieser vermittelt ihm die Vertretung des erkrankten Henkers im Gefängnis Fuhlsbüttel. Dort soll er vier politische Häftlinge mit dem Beil hinrichten, wofür er ein Honorar von 2000 Mark erhalten soll. Mit diesem Blutgeld gelingt es den Teetjens, sich einige Zeit über Wasser zu halten und mittels Annonce das Geschäft noch anzukurbeln. Doch dann erfahren die Nachbarn, woher das Geld stammt, dessen Herkunft Albert bis dahin verschleiern konnte. Daraufhin bleibt die Kundschaft aus und die wirtschaftlichen Probleme der Teetjens nehmen wieder zu. Auch Alberts SS-Kameraden zeigen sich nicht hilfreich, sondern verlangen, dass er von dem Geld eine großzügige Summe abgibt. Der wirtschaftlich aufgestiegene Footh ist nicht mehr für seinen alten Bekannten zu sprechen, sondern lässt ihn von seinem Sekretär vertrösten. Aufgrund von Gewissensbissen und den ausweglos erscheinenden Schwierigkeiten erhängt sich Stine Teetjen im Wohnzimmer. Ihr Mann trifft derweil einen jüdischen Emigranten, der ihm aus Mitgefühl einen Scheck über 210 Mark ausstellt, mit denen die Teetjens zumindest die Schulden bei ihrem Vermieter bezahlen könnten. Der Schlachter kehrt freudig nach Hause, findet dort aber seine tote Frau vor. Er begeht daraufhin mit seiner Pistole ebenfalls Suizid. Kurz vor dem Tod bereut Teetjen, sich mit den Nazis eingelassen zu haben, anstatt Solidarität mit der Arbeiterklasse zu zeigen.
In parallelen Handlungssträngen werden die Lebenswege der Ärztin Dr. Käthe Neumeier und des verwitweten Gefängnisdirektors Heinrich Koldewey dargelegt. Neumeier war mit einem der Hingerichteten in ihrer Jugend befreundet, hatte sich dann aber ideologisch den Nazis angenähert. Aus dem Nachlass eines weiteren Enthaupteten erhält sie ein Buch von Sigmund Freud und zieht aus dem Aufsatz Psychoanalytische Bemerkungen zu einem autobiographisch beschriebenen Fall von Paranoia (Dementia Paranoides) Parallelen zu Adolf Hitler. Dies und die Enthauptungen lassen sie umdenken. Koldewey, ein Verehrer Friedrich Nietzsches, leitet Fuhlsbüttel und ist eher zwangsweise Mitglied der Gestapo. Er fühlt sich dem Regime aber kaum verbunden. Durch die Freundschaft mit ihm kann Neumeier die Hinrichtung aus der Ferne beobachten. Sie erfährt später, dass der Scharfrichter Albert Teetjen war und trägt diese Information heimlich weiter, was in dem Boykott mündet. Neumeier und Koldewey wollen später mit einer kleinen Gruppe Gleichgesinnter ein Attentat auf Hitler verüben. Sie lassen diese Pläne aber fallen, nachdem es innerhalb der Wehrmacht zu Säuberungen kommt. Beide bleiben aber eng verbunden und heiraten letztlich. Koldewey wird im Nachgang des Attentats vom 20. Juli 1944 hingerichtet. Ingeborg, eine seiner Töchter, muss sich hingegen nach dem Krieg in den Ravensbrück-Prozessen wegen Menschenversuchen verantworten.

## Zum Hintergrund

Eintrag über die Hinrichtungen von Dettmer, Fischer und anderen am 19. Mai 1934 von Jan Valtin

Arnold Zweig lebte seit 1934 in Haifa. Dort entstand von 1941 bis 1943 der Roman; erste Überlegungen und Entwürfe stammen jedoch bereits aus dem Jahr 1939.
Grundlage für die Handlung bilden Geschehnisse um den Altonaer Blutsonntag. Der Auslöser für den Roman war allerdings die Notiz „Selbstmord eines Henkers“ am 18. April 1938 in der Deutschen Volkszeitung, einer von der KPD im westeuropäischen Exil herausgegebenen Wochenzeitung. Demzufolge sei die Hinrichtung von Johnny Dettmer und drei weiteren Antifaschisten nicht dem Hamburger Scharfrichter, sondern dem Schlachtermeister Fock aus Altona übertragen worden. Weitere Ereignisse dienten als Vorlage für den Roman.
Bei den Hingerichteten handelte es sich neben Dettmer um Hermann Fischer, Arthur Schmidt und Alfred Wehrenberg. Sie wurden mit weiteren – später begnadigten – Angeklagten im sogenannten „Adlerhotelprozess“ verurteilt. Der Erste Staatsanwalt Heinrich Jauch vertrat die Anklage. Der Prozess hatte allerdings keinen unmittelbaren Bezug zum Altonaer Blutsonntag, mit dem Zweig die Handlung verwob.
Im Jahre 1979, elf Jahre nach Zweigs Tod, erschien das Buch zum ersten Mal in einer westdeutschen Ausgabe. Es wurde kaum zur Kenntnis genommen.

## Verfilmung
Der Roman wurde zweimal verfilmt: das erste Mal 1951 in der DDR von der DEFA unter der Regie von Falk Harnack – siehe Das Beil von Wandsbek (1951) – und ein weiteres Mal 1982 in Westdeutschland von Horst Königstein und Heinrich Breloer – siehe Das Beil von Wandsbek (1982).

## Ausgaben
- Arnold Zweig: Das Beil von Wandsbek. Aufbau-Verlag Berlin und Weimar. 1968. 6. Auflage. (Lizenz-Nr. 301. 120/182/68)

## Sekundärliteratur
- Hans-Jürgen Fröhlich: Faust mit Wünschelrute. Michael Schneider über Arnold Zweig: Das Beil von Wandsbek. (1943) In: Marcel Reich-Ranicki (Hrsg.): Romane von gestern heute gelesen. Frankfurt am Main 1989, ISBN 3-10-062911-6, S. 91–97.